# ...Nice!
...Nice! es el primer álbum de la banda Family Fantastic, compuesta por Vince Clarke y Phil Creswick. En este álbum participaron cantando Valerie Chalmers y Emma Whittle -habituales coreutas de Erasure-, Paul Holgate, Clare Barnaby-Smith y Francis Hernandezen.

## Lista de canciones
| ...Nice! |                                               |          |  |
| N.º      | Título                                        | Duración |  |
| 1.       | «Get Up» (Jason Fantastic)                    | 4:43     |  |
| 2.       | «Treat Yourself» (Emma Fantastic)             | 4:52     |  |
| 3.       | «Funky Feet» (Phil Fantastic)                 | 3:47     |  |
| 4.       | «Spread Your Love» (Val Fantastic)            | 4:02     |  |
| 5.       | «Hey Nu Nu» (Paul Fantastic)                  | 3:46     |  |
| 6.       | «Halfway To Heaven» (Emma Fantastic)          | 4:32     |  |
| 7.       | «One Love One Life» (Val Fantastic)           | 3:51     |  |
| 8.       | «Better Days» (Clare Fantastic)               | 4:52     |  |
| 9.       | «Soy La Reina» (Franny Fantastic)             | 3:59     |  |
| 10.      | «Doin' This Thing» (Family Fantastic)         | 4:32     |  |
| 11.      | «Hey Nu Nu : Trance Remix» (Family Fantastic) | 5:06     |  |
| 12.      | «Get Up : Bleep Remix» (Family Fantastic)     | 5:25     |  |
| 13.      | «Better Days : Acoustic» (Family Fantastic)   | 4:17     |  |

## Datos
Temas 1 a 6, 9, 11 y 12 escritos por (Clarke, Creasy, Creasy, Creswick). Tema 7 escrito por (Creswick). Tema 8 escrito por (Creswick, Gillespie, Seville, X, X). Tema 10 escrito por (Chalmers, Clarke, Creasy, Creswick, Whittle). Tema 13 escrito por (Creswick, Creswick, Gillespie, X).

## Datos adicionales
Treat Yourself aparece en la banda de sonido de la película "Winning London" de las gemelas Mary-Kate Olsen y Ashley Olsen.
Doin' This Thing cuenta con Vince Clarke cantando -rapeando- una parte de la canción, algo que no es habitual en él (solo cantó Happy People en Yazoo y rapeó Rapture en Erasure).